# Time Is the Key
 (février 2023).
Si vous disposez d'ouvrages ou d'articles de référence ou si vous connaissez des sites web de qualité traitant du thème abordé ici, merci de compléter l'article en donnant les références utiles à sa vérifiabilité et en les liant à la section « Notes et références ».
Albums de Gong
Downwind
(1979) Fairy Tales
(1979)
Time Is the Key est le 4e album studio de Pierre Moerlen's Gong, sorti en 1979.
Cet album est toujours dans le style Jazz fusion, comme ses prédécesseurs. Allan Holdsworth est à la guitare sur trois pièces, l'ex-Curved Air Darryl Way est au violon sur la première pièce. Le titre Ard Na Greine est en gaélique, qui est l'une des langues parlées en Irlande et signifie la hauteur du soleil en français. 

## Liste des titres
Toutes les chansons sont écrites et composées par Pierre Moerlen, sauf indication contraire.
| No  | Titre                                              | Durée |
| --- | -------------------------------------------------- | ----- |
| 1.  | Ard Na Greine ("la hauteur du Soleil" en gaélique) | 6:10  |
| 2.  | Earthrise                                          | 2:25  |
| 3.  | Supermarket                                        | 3:35  |
| 4.  | Faerie Steps                                       | 5:33  |
| 5.  | An American in England (Hansford Rowe)             | 2:57  |
| 6.  | The Organ Grinder                                  | 3:56  |
| 7.  | Sugar Street                                       | 2:22  |
| 8.  | The Bender                                         | 3:16  |
| 9.  | Arabesque Intro & Arabesque                        | 5:18  |
| 10. | Esnuria Two                                        | 5:34  |
| 11. | Time is the Key                                    | 2:29  |

## Musiciens
Pierre Moerlen's Gong :
- Pierre Moerlen – batterie, gong, vibraphone, electravibe, marimba, glockenspiel, tympani, darbourka, synthétiseur (7,8)
- Hansford Rowe – basse (3-11), guitare acoustique (5), synthétiseur basse (11)
- Bon Lozaga – guitare (3-11)

Musiciens invités : 
- Nico Ramsden – guitare solo et rythmique (8)
- Allan Holdsworth – guitare solo (9-11)
- Joe Kirby – contrebasse (1,2)
- Darryl Way – violon (1)
- Peter Lemer – claviers (3-11), Polymoog (6-10)